# San Lorenzo del Vallo
San Lorenzo del Vallo là một thị xã và comune  ở tỉnh Cosenza trong vùng Calabria miền nam nước Ý.
Đô thị San Lorenzo del Vallo có diện tích 22 ki lô mét vuông, dân số thời điểm năm 2010 là 3521 người.
Đô thị này có các đơn vị dân cư (frazioni) sau: